# Reece James
Reece James (Londres, 8 de dezembro de 1999) é um futebolista inglês que atua como lateral-direito ou zagueiro. Atualmente, joga no Chelsea.

## Carreira
Nascido em Londres, James ingressou no Chelsea aos seis anos de idade e se tornou profissional em março de 2017.

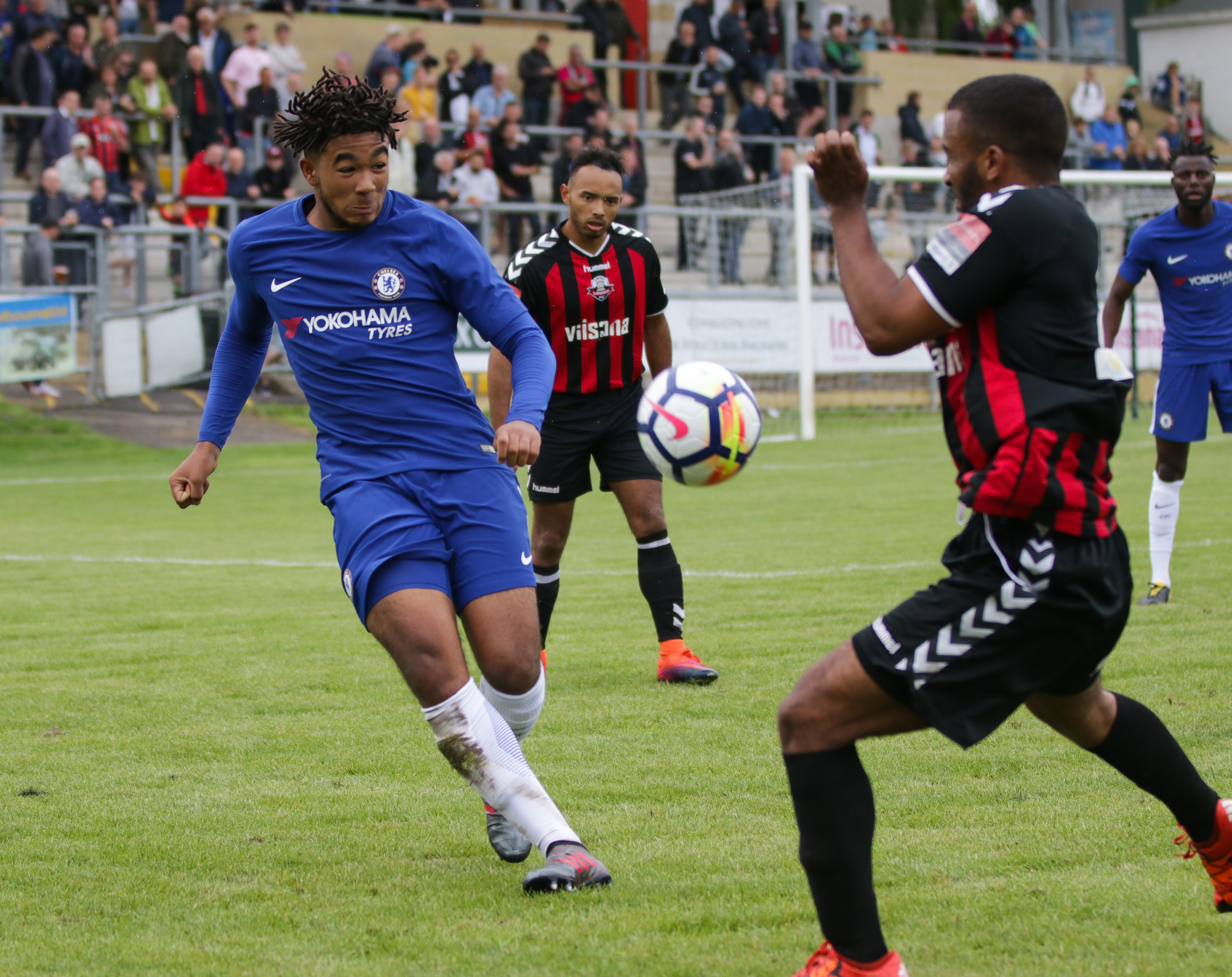
James em uma partida de pré-temporada de julho de 2017 contra Lewes F.C. quando jogava pelo time de juniores do Chelsea.

Durante a temporada 2017-18, ele foi o capitão do time juvenil do Chelsea na campanha para ganhar a FA Youth Cup e foi nomeado Jogador da Temporada da Academia. Ele assinou um novo contrato de quatro anos com o clube em junho de 2018. Mais tarde naquele mês, foi transferido para o Wigan Athletic por empréstimo para a temporada 2018-2019.
Em março de 2019, ele foi selecionado para a equipe da temporada 2018-19 do campeonato. Ele ganhou três prêmios na celebração de final de temporada do Wigan Athletic, incluindo o "Jogador do Ano".
Estreou pelo time adulto do Chelsea em 25 de setembro de 2019, numa partida contra o Grimsby Town Football Club pela Copa da Liga Inglesa. A partida foi vencida pelo Chelsea por 7 a 1. Reece marcou um gol e deu duas assistências na partida.
James tornou-se o mais jovem jogador do Chelsea a marcar um gol na Liga dos Campeões quando marcou o quarto gol no empate por 4 a 4 com o Ajax em 5 de novembro de 2019.
Em 16 de janeiro de 2020, o atleta renovou seu contrato com o Chelsea. No ano seguinte, integrou o time titular da campanha do Chelsea responsável por vencer a Liga dos Campeões da UEFA de 2020–21, o bicampeonato do time inglês.

## Carreira internacional
James jogou pela Inglaterra no nível juvenil, de menores de 17 a 21 anos.  Em maio de 2017, James foi incluído em uma equipe sub-20 para o Torneio de Toulon de 2017.  Ele começou jogando na final quando a Inglaterra derrotou a Costa do Marfim para manter o título. 
Em julho de 2017, James fazia parte da equipe sub-19 que venceu o Campeonato da Europa de Sub-19 de 2017. Ele começou jogando na semifinal contra a República Tcheca.
James era um integrava a equipe de Sub-20 que viajou para o Torneio de Toulon de 2019 e sofreu uma lesão. Foi levado em uma maca com danos nos ligamentos do tornozelo durante a primeira tempo da derrota da Inglaterra contra o Chile.
Em 4 de outubro de 2019, James foi incluído na equipe sub-21 pela primeira vez.  Ele estreou no sub-21 durante a vitória na fase de qualificação para o Campeonato da Europa de Sub-21 por 3-0 em 2021,em vitória sob a Albânia, em 15 de novembro de 2019.
Participou da campanha da Inglaterra na UEFA Euro 2020. Na partida final do torneio, realizada no estádio de Wembley, a Inglaterra foi superada nos pênaltis pela equipe italiana, fazendo com que a seleção inglesa ficasse com o vice-campeonato.

## Vida pessoal
Sua irmã, Lauren James, também é uma futebolista profissional. Ela atua na como atacante na equipe feminina do Chelsea.
Estudou no colégio para meninos Isleworth and Syon School em Londres.
Em setembro de 2020, teve sua residência invadida. Enquanto James viajou com o Chelsea para enfrentar o time russo, Zenit, sua casa foi assaltada por um grupo de ladrões. No assalto, foram roubadas suas medalhas pela vitória da Liga dos Campeões de 2020 e do vice-campeonato da Eurocopa. O jogador acionou a polícia e postou as imagens do circuito de segurança interno de sua casa em sua conta no Instagram.

## Títulos
Chelsea Juniores
- Copa da Juventude FA: 2016–17, 2017–18 [36]
- Premier League Sub-18: 2016–17, 2017–18 [36]

Chelsea
- Liga dos Campeões da UEFA: 2020–21
- Supercopa da UEFA: 2021
- Copa do Mundo de Clubes da FIFA: 2021
- Liga Conferência da UEFA: 2024–25[37]
- Mundial de Clubes FIFA: 2025[38]

Inglaterra Sub-19
- Campeonato Europeu de Futebol Sub-19: 2017 [39]

Inglaterra Sub-20
- Torneio Internacional de Toulon: 2017 [40]

Individual
- Jogador do ano da academia de futebol do Chelsea: 2017–18 [41]
- Jogador pelo Wigan Athletic: 2018–19 [42]